# Heinrich Wiener

Heinrich Wiener

Heinrich Wiener (* 12. Oktober 1834 in Glogau; † 7. November 1897 in Berlin) war Reichsgerichtsrat und Richter am Reichsoberhandelsgericht.

## Leben
Seine Vereidigung auf den preußischen Landesherrn erfolgte 1854. Als Assessor bei der Staatsanwaltschaft wurde er 1860 in Stettin eingestellt. 1862 wurde er dort Staatsanwaltsgehilfe und 1864 nach Berlin versetzt. 1866 folgte die Beförderung zum zweiten Staatsanwalt am Kammergericht. 1867 ließ er sich in Berlin als Rechtsanwalt beim Stadtgericht Berlin und Notar nieder. 1873 war er in der Bundesratskommission zur Beratung des Entwurfs einer Strafprozessordnung. 1874 kam er zum Reichsoberhandelsgericht. 1879 trat er in den I. Zivilsenat des Reichsgerichts über. Im selben Jahr erhielt er den Ehrendoktortitel der Universität Leipzig. Er stand mit Nietzsche in Briefwechsel, den er im Sommer 1887 in Sils-Maria kennenlernte. Zum Senatspräsidenten für den V. Zivilsenat wurde er 1891 berufen. 1892 wurde er Mitglied der Börsenenquetekommission, was ihn gesundheitlich belastete. Nach wiederholten Beurlaubungen trat er 1896 in den Ruhestand.

## Schriften
- (zusammen mit Jacob Friedrich Behrend/Julian Goldschmidt) Zur Reform des Actiengesellschaftswesens: 3 Gutachten auf Veranlassung der Eisenacher Versammlung zur Besprechung der socialen Frage, Leipzig 1873 (ND Vaduz 1988).
- Das Differenzgeschäft vom Standpunkt der jetzigen Rechtsprechung, Berlin 1893 (Digitalisat des MPIER).
- „Die Nichteintragung von Rechtszuständen, die selbst nicht im Handelsregister eingetragen sind, und ihre Wirkung“, Archiv für Theorie und Praxis des allgemeinen deutschen Handels- und Wechselrechts, N.F. Band 13 (= Bd. 38), 1878, S. 1.
- „Begriff der Börse“, Deutsche Juristen-Zeitung, Jahrgang 2 (1897), S. 149.